# Haplostachys haplostachya
Haplostachys haplostachya är en kransblommig växtart som först beskrevs av Asa Gray, och fick sitt nu gällande namn av Harold St.John. Haplostachys haplostachya ingår i släktet Haplostachys och familjen kransblommiga växter. Inga underarter finns listade i Catalogue of Life.